# Funcție de acumulare
Funcția de acumulare a(t) este o funcție definită în raport cu timpul t exprimând valoarea temporală a banilor.  Aceasta este folosită în calcule privind dobânda. 
Funcția de acumulare presupune că investiția inițială este 1. Pentru a obține valoarea banilor pentru care investiția inițială este k, avem 
{\displaystyle A(t)=k\cdot a(t)}.
Funcția de acumulare are următoarele două proprietăți:
- {\displaystyle a(0)=1.}
- Este o funcție crescătoare, în cele mai multe cazuri, deoarece dobânda este rareaori negativă.

## Funcția de acumulare obișnuită
Funcția de acumulare pentru cele două tipuri obișnuite de dobândă:

### Dobândă simplă
{\displaystyle a(t)=1+t\cdot i.}

### Dobândă compusă
{\displaystyle a(t)=(1+i)^{t}.}